# Tokyo Xanadu
Tokyo Xanadu (東亰ザナドゥ?) è un videogioco di ruolo del 2015 prodotto e pubblicato da Nihon Falcom per PlayStation Vita e successivamente ripubblicato per PlayStation 4 e PC in una versione rinnovata intitolata Tokyo Xanadu eX+.